# Hector-Camile-Louis Daumerie
Hector-Camile-Louis Daumerie, belgijski general, * 1881, † 1947.